# 城巴82X線
城巴82X線是香港一條來往小西灣（藍灣半島）至鰂魚涌的特快巴士路線，主要為小西灣及柴灣的乘客提供特快來往鰂魚涌的巴士服務，回程途經康怡廣場、西灣河及愛秩序灣。

## 歷史
一直以來，小西灣及柴灣東居民往來鰂魚涌一帶，只能乘搭新巴82線或城巴85線，兩線停車站相當多。鑑於小西灣及柴灣東已經有多條取道東區走廊往來北角、銅鑼灣的特快線，而民康街以東的北角東、鰂魚涌卻沒有特快巴士直達，故此東區區議員由2007年起一直爭取取道東區走廊直達民康街以東的英皇道（即北角東及鰂魚涌太古坊一帶）的特快巴士路線。
適逢84M非繁忙時間客量偏低，新巴於《2010-2011年度東區巴士路線發展計劃》內建議縮減該線服務，以抽調車輛開辦本線。區議會通過後終於成功開辦本線，為小西灣及柴灣東居民提供直接來往北角東、鰂魚涌的特快巴士服務。而本線接駁的鰂魚涌站，為兩條港鐵路線（港島綫及將軍澳綫）的轉線站，亦較於柴灣站轉乘港鐵更方便快捷。
- 2010年8月23日：本路線正式投入服務[2][3]。
- 2011年4月4日：往小西灣方向，改經康山道東行（康怡廣場）而不經英皇道（太古城中心），提早平日由小西灣開出之頭車至0640，逢星期一至五0800-1000時段加密至15分鐘一班[4]。
- 2011年5月23日：往小西灣方向，於東喜道（港鐵筲箕灣站D1出口外）增設中途站[5]。
- 2011年7月25日：本路線進一步加強服務，逢星期一至五0800後班次全面加密，15分鐘班次擴展至1000以後之所有時段，而逢星期六的15分鐘一班車之時段亦提早至1000。此外，本線於往小西灣方向康怡廣場站為乘客新增班次時間表，積極吸引該區客源。[6]。
- 2014年4月14日：本路線進一步加強服務，逢星期一至五早上繁忙時間班次全面加密至9-12分鐘一班車。
- 2018年9月10日：增設實時抵站時間查詢服務。

## 服務時間及班次
| 小西灣（藍灣半島）開 | 小西灣（藍灣半島）開 | 小西灣（藍灣半島）開 | 康怡廣場開（大約） | 康怡廣場開（大約） | 康怡廣場開（大約） |
| 日期                 | 服務時間             | 班次（分鐘）         | 日期               | 服務時間           | 班次（分鐘）       |
| -------------------- | -------------------- | -------------------- | ------------------ | ------------------ | ------------------ |
| 星期一至五           | 06:40                | 06:40                | 星期一至五         | 07:10、07:20       | 07:10、07:20       |
| 星期一至五           | 07:00-08:00          | 12                   | 星期一至五         | 07:30-08:30        | 12                 |
| 星期一至五           | 08:00-08:45          | 9                    | 星期一至五         | 08:30-09:15        | 9                  |
| 星期一至五           | 08:45-20:00          | 15                   | 星期一至五         | 09:30              | 09:30              |
|                      |                      |                      | 星期一至五         | 09:43-20:28        | 15                 |
| 星期六               | 06:40-10:00          | 20                   | 星期六             | 07:08-10:28        | 20                 |
| 星期六               | 10:00-20:00          | 15                   | 星期六             | 10:28-20:28        | 15                 |
| 星期日及公眾假期     | 07:00-20:00          | 15                   | 星期日及公眾假期   | 07:26-20:26        | 15                 |

- 藍字班次祇於星期一至五上課日提供服務。

逢星期六、日、公眾假期及學校假期不設服務

## 收費
全程：$7.0
- 健康村往小西灣（藍灣半島）：$5.5
- 張振興伉儷書院往小西灣（藍灣半島）：$4.5

| - 本線設有12歲以下小童及65歲或以上長者半價優惠。 - 65歲或以上香港居民使用「樂悠咭」，以及12歲以下合資格殘疾兒童使用「殘疾人士身份」個人八達通繳付車資，均可享有每程$2.0或半價（以較低者為準）的票價優惠；12至64歲合資格殘疾人士使用「殘疾人士身份」個人八達通（包括「樂悠咭」），以及60至64歲香港居民使用「樂悠咭」繳付車資，均可享有每程$2.0或全費（以較低者為準）的票價優惠。 - 65歲或以上長者如使用長者或一般個人八達通繳付車資，則只可享有半價優惠；12至64歲合資格殘疾人士如不使用「殘疾人士身份」個人八達通，以及60至64歲人士如不使用「樂悠咭」繳付車資，必須繳付全費。 - 乘客可以現金或八達通於上車時付款，不設找續。 - 每位成人乘客可免費攜帶最多兩名4歲以下而不佔座位的兒童乘客乘車，超額之4歲以下小童必須繳付小童車費乘車。 - 九龍巴士、城巴及龍運巴士全職員工及家屬（不包括外判職員）可免費乘搭本路線，惟必須拍職員或職員家屬八達通。 - 乘客亦可使用AlipayHK「易乘碼」、支付寶、WeChatHK／微信支付「搭車碼」、銀聯雲閃付「乘車碼」及BOC Pay「乘車碼」、具有感應式支付功能的VISA、Mastercard及銀聯卡，以及Apple Pay、Google Pay及Samsung Pay流動支付平台繳付車資。使用此支付方式的乘客可享有中途下車之分段收費，以及與其他城巴獨營路線或聯營線城巴班次之轉乘優惠，惟不適用於與非城巴路線之轉乘優惠。乘客亦不能享有「公共交通費用補貼計劃」及「長者及合資格殘疾人士公共交通票價優惠計劃」。 - 往鰂魚涌方向，由小西灣（藍灣半島）至張振興伉儷書院登車的乘客，若需繼續前往海晏街或之後往小西灣方向的巴士站，需於太安樓站重新繳付車資。 |

## 使用車輛
本線主要使用亞歷山大丹尼士Enviro 500 12米（5500-5582）及亞歷山大丹尼士Enviro 500 MMC 12米/12.8米（5583-5599、5601-5839、6100-6209）行走。

## 行車路線
經：小西灣道、柴灣道、東區走廊、民康街、英皇道、康山道、英皇道、筲箕灣道、愛秩序灣道、東喜道、東區走廊、柴灣道及小西灣道。

### 沿線車站

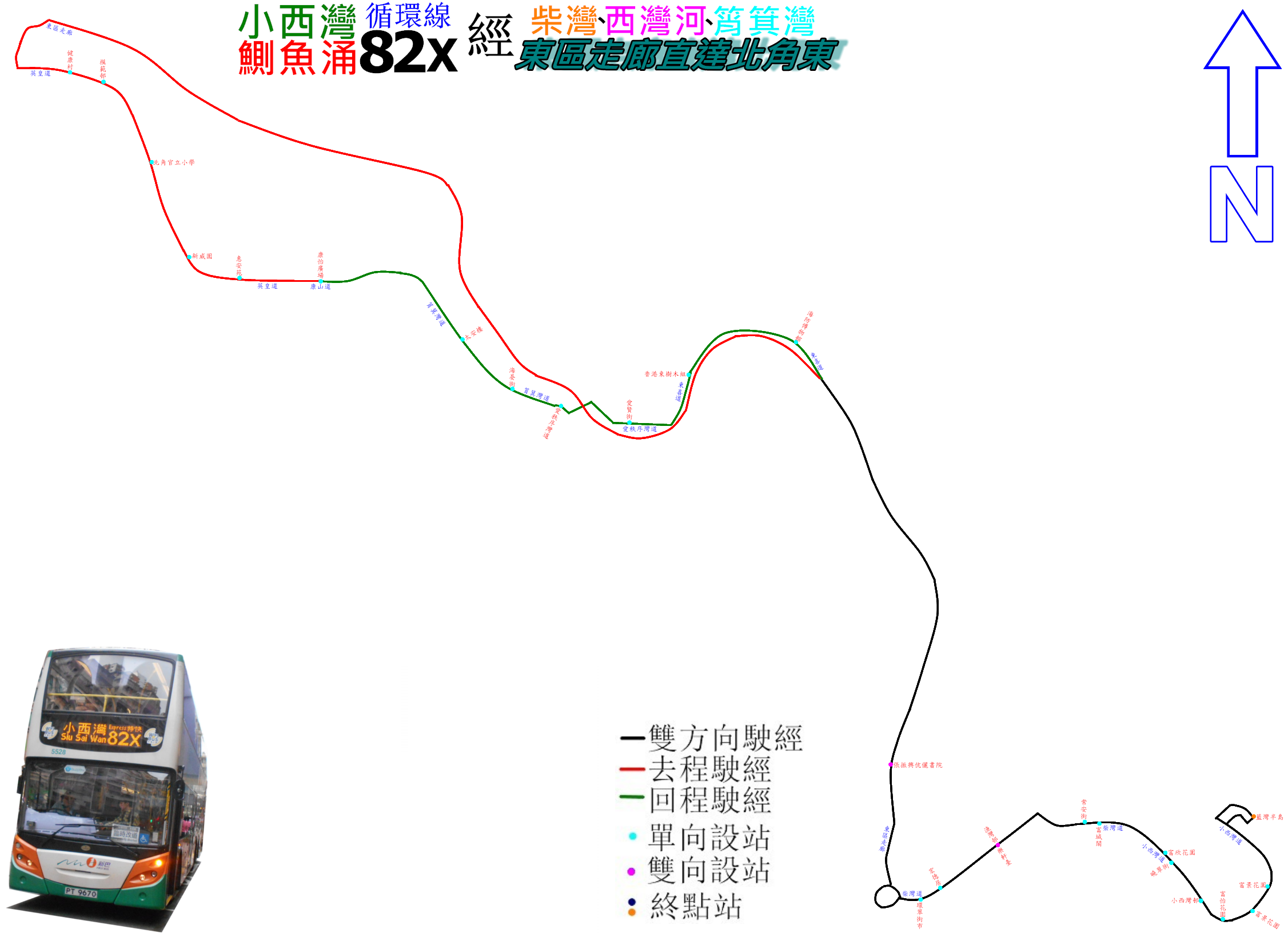
本線的走線圖

| 1        | 小西灣（藍灣半島）   | 小西灣（藍灣半島）公共運輸交匯處 |
| 2        | 富景花園             | 小西灣道                         |
| 3        | 小西灣邨             | 小西灣邨巴士總站                 |
| 4        | 曉翠街               | 小西灣道                         |
| 5        | 富城閣               | 柴灣道                           |
| 6        | 樂軒臺               | 柴灣道                           |
| 7        | 環翠商場             | 柴灣道                           |
| 8        | 張振興伉儷書院       | 東區走廊                         |
| 東區走廊 |                      |                                  |
| 9        | 健康村               | 英皇道                           |
| 10       | 模範邨               | 英皇道                           |
| 11       | 北角官立小學         | 英皇道                           |
| 12       | 新威園               | 英皇道                           |
| 13       | 惠安苑               | 英皇道                           |
| 14       | 康怡廣場             | 康山道                           |
| 15       | 太安樓               | 筲箕灣道                         |
| 16       | 海晏街               | 筲箕灣道                         |
| 17       | 愛秩序灣道           | 筲箕灣道                         |
| 18       | 愛賢街               | 愛秩序灣道                       |
| 19       | 香港東樹木組         | 東喜道                           |
| 20       | 香港抗戰及海防博物館 | 東喜道                           |
| 東區走廊 |                      |                                  |
| 21       | 張振興伉儷書院       | 東區走廊                         |
| 22       | 宏德居               | 柴灣道                           |
| 23       | 漁灣邨               | 柴灣道                           |
| 24       | 常安街               | 柴灣道                           |
| 25       | 富欣花園             | 小西灣道                         |
| 26       | 富怡道               | 小西灣道                         |
| 27       | 富景花園             | 小西灣道                         |
| 28       | 小西灣（藍灣半島）   | 小西灣（藍灣半島）公共運輸交匯處 |

## 小資料
本路線投入服務後創下多項紀錄：
- 繼720A、720P及722後，新巴第四條取道東區走廊往來的日間循環巴士路線。
- 本路線的出現，是繼新巴84線取消後，愛秩序灣再次有直接巴士服務前往柴灣東及小西灣，不過只限往小西灣方向途經。
- 自336線取消回程、337線取消及948線統一來回程收費後，再次出現去程及回程收費不同的香港專利巴士路線（西行方向收$5.8，東行離開東區走廊後即收$4.6），亦和九龍巴士26M線成為唯二保持這種收費模式的香港專利巴士路線。

## 外部連結
城巴
- 城巴82X線 （页面存档备份，存于）
- 城巴82X線路線圖 （页面存档备份，存于）

其他
- 681巴士總站－新巴82X線 （页面存档备份，存于）
- i-busnet－港島區路線82X線資料 （页面存档备份，存于）